# Carácuaro
Carácuaro è una municipalità dello stato di Michoacán, nel Messico centrale, il cui capoluogo è la località di Carácuaro de Morelos.
La municipalità conta 9.212 abitanti (2010) e ha un'estensione di 917,78 km².
Il nome della località significa luogo in pendenza.